# La Raza (metropolitana di Città del Messico)
La Raza è una stazione della metropolitana di Città del Messico, situata sulle linee 3 e 5.
La stazione deve il suo nome al Monumento a La Raza, situato nelle sue vicinanze, dalla cui forma a piramide è derivato anche il logo della fermata. È stata inaugurata il 25 agosto 1978, assolvendo la funzione di capolinea nord per la linea 3 fino al 1º dicembre 1979, quando fu inaugurata la tratta finale fino a Indios verdes. Il traffico sulla linea 5 invece inizio a partire dal 1º luglio 1982.